# 罗伊·史密斯
罗伊·亚历山大·史密斯·刘易斯（Roy Alexander Smith Lewis，1990年4月19日—），哥斯达黎加职业足球运动员，司职中后卫。史密斯曾隨隊參加2007年國際足協U-17世界盃以及2009年國際足協U-20世界盃。 